# Битва на Сожиці
Би́тва на Со́жиці — битва, що відбулася 25 серпня 1078 року на річці Сожиця, між руським військом чернігівського князя Всеволода Ярославича та половецьким військом союзу князів-ізгоїв Олега Святославича і Бориса В'ячеславича. Згадується в «Повість временних літ». Закінчилася поразкою чернігівців.

## Опис
Причиною війни Олега і Бориса проти Всеволода були їхні претензії на батьківську спадщину. Олег прагнув посісти чернігівський княжий стіл, а Борис — смоленський.
10 квітня 1078 року Олег втік із Всеволодової резиденції в Чернігові й подався до Тмуторокані, де княжив його брат Роман Святославич. Він уклав союз із Борисом та половцями, і за братової підтримки рушив на Русь, супроти Всеволода.
Чернігівський князь виступив на ворогів і зустрів їх 25 серпня на річці Сожиця (точне місце не локалізоване; найімовірніше — Оржиця в Полтавській області). Відбулася битва, в якій князі-ізгої, за вирішальної участі половців, розбили чернігівців. У бою загинули ввоєводи Іван Жирославич, Порей, боярин Тука, брат Чюдинів, а також багато простих вояків.
Після перемоги війська Олега, Бориса та половців рушили до Чернігова, мешканці якого прийняли сторону переможців. Всеволод же подався просити допомоги до старшого брата, київського князя Ізяслава Ярославича.
| Іпатський літопис |  | Переклад |
| --- |  | --- |
| В лѣт̑ . ҂s҃ . ф҃ . п҃s . [6586 (1078)] Бѣжа Ѡлегъ сн҃ъ Ст҃ославль . Тмутороканю . ѿ Всеволода . мц҃а април̑ . въ . ı҃ . дн҃ь . … к҃г . дн҃ь . сѣдѧщу в него мѣсто Ст҃ополку в Новѣгородѣ . сн҃у Изѧславлю . Ӕрополку . сѣдѧщю Въıшегородѣ . а Володимеру сѣдѧщю оу Смоленьскѣ . приведе Ѡлегъ и Борисъ поганыӕ на Рускую землю . и поидоста на Всеволода с Половцѣ . Всеволодъ же изоиде противу ему и(ма) на Съжици . и побидиша Половцѣ Роусь . и мнози оубьени бъıша тоу . оубьенъ бъıс̑ ту Иванъ Жирославичь . и Тюкъı . Чюдинь брат̑ . Порѣи . и ини мнози . мц҃а . августа . к҃е . дн҃ь . Ѡлегъ же ї Борисъ . придоста Чернигову . мьнѧще ѡдолѣвше . а земли Рускои много зла створившим̑ . прольӕше кровь хрестьӕньску . ѥӕ же кровь взъıщеть Бъ҃ . ѿ руку еӕ . ѿвѣтъ дати за погиблыӕ дш҃а хрестьӕньскѣ . |  | У рік 6586 [1078]. Утік Олег, син Святославів, до Тмутороканя од Всеволода місяця квітня в десятий день. … Коли замість нього в Новгороді сидів Святополк, син Ізяславів, Ярополк [Ізяславич] сидів у Вишгороді, а Володимир [Всеволодович] сидів у Смоленську, привів Олег і Борис поганих на Руську землю, і пішли вони обидва з половцями на Всеволода. Всеволод тоді виступив проти них на [річці] Сожиці, і перемогли половці русь, і багато було вбито тут: убитий був тут [воєвода] Іван Жирославич, і [боярин] Туки, Чюдинів брат, і [воєвода] Порей, і багато інших місяця серпня у двадцять і п'ятий день. Олег же і Борис прийшли до Чернігова, думаючи, що вони подолали. Та їм, які землі Руській багато зла вчинили, проливши кров християнську, [довелось узнати], що за кров ту од рук їхніх одплатить бог, [довелось] одвіт дати за погиблі душі християнськії. |